# Ertrica purpurealis
Ertrica purpurealis là một loài bướm đêm trong họ Crambidae.